# Favrskov
Favrskov is een gemeente in de Deense regio Midden-Jutland. Na de herindeling van 2007 zijn de volgende gemeentes bij Favrskov gevoegd: Hadsten, Hammel, Hinnerup, Langå, Hvorslev. De huidige gemeente telt 47.915 inwoners (2017).

## Plaatsen in de gemeente
| - Aidt - Farre - Folby - Grundfør - Hadbjerg - Hadsten - Hammel - Hinnerup - Houlbjerg - Hvorslev - Lading - Laurbjerg - Lyngå - Nørre Galten | - Ødum - Sall - Selling - Skjød - Søften - Svenstrup - Thorsø - Ulstrup - Vellev - Vissing - Vitten - Voldby - Voldum |

Aarhus · Favrskov · Hedensted · Herning · Holstebro · Horsens · Ikast-Brande · Lemvig · Norddjurs · Odder · Randers · Ringkøbing-Skjern · Samsø · Silkeborg · Skanderborg · Skive · Struer · Syddjurs · Viborg
- International Standard Name Identifier: 0000 0004 0441 3099
- MusicBrainz: 06755f39-c191-496f-918c-6ce9d88c8eb2